# Henry Powle
Henry Powle, né vers octobre 1630 et mort le 21 novembre 1692, est un homme politique puis juge anglais.

## Biographie
Après des études au collège Christ Church de l'université d'Oxford, puis à Lincoln's Inn, il est appelé au barreau en 1654 mais ne semble pas avoir pratiqué le métier d'avocat. Il entre au Parlement d'Angleterre en étant élu député de Cirencester en 1660, à la Restauration. Il n'y est pas actif, et n'est pas réélu en 1661. Il revient au Parlement, à l'occasion d'une élection partielle dans cette même circonscription, en 1671. C'est le « Parlement cavalier », qui siègera jusqu'en 1679. Il prend cette fois la tâche au sérieux, et est considéré membre de l'opposition modérée au gouvernement. Il s'oppose en 1673 à la volonté du roi Charles II d'accorder une plus grande liberté de religion pour les catholiques et pour les protestants non-conformistes ; lors d'un long discours en février, Henry Powle affirme que le roi « ne peut se dispenser des lois en vigueur, et moins encore les suspendre ». S'il est favorable à la liberté de conscience pour les non-conformistes, il prend part au comité parlementaire qui rédige la loi de test de 1673, qui réserve les emplois publics aux anglicans.
En octobre 1673 il empêche la prorogation immédiate du Parlement voulue par le roi en contraignant le président de la Chambre des communes, Edward Seymour, de rester assis. Il prononce alors un discours dénonçant la volonté du roi Charles de marier son fils, le prince Jacques, à la princesse italienne catholique Marie de Modène. Sa motion, par laquelle il propose d'exprimer au roi l'opposition de la Chambre à ce sujet, est adoptée par les députés - en vain, car le mariage a lieu peu après. En novembre, il prononce « un long discours passionné » contre le maintien d'une armée permanente en temps de paix.
En 1677 il promeut « vigoureusement » une alliance anglo-néerlandaise, contre le pouvoir grandissant de la France de Louis XIV, et critique vivement Thomas Osborne, duc de Leeds, le Lord grand trésorier du gouvernement. Il continue par ailleurs à arguer que le roi ne dispose pas du pouvoir de proroger la Chambre. Il est réélu député de Circencester aux deux élections législatives de 1679. Il critique la décision du roi de ne pas accepter la reconduction d'Edward Seymour à la présidence de la Chambre, Seymour ayant le soutien des députés. En avril il est néanmoins fait membre du Conseil privé du roi, lorsque le Conseil est ouvert à plusieurs membres de l'opposition parlementaire. Voyant que le roi compte proroger la Chambre, il démissionne toutefois du Conseil en janvier 1680, à l'instar de trois autres représentants de l'opposition.
Au parlement élu en 1681, il siège pour East Grinstead, la ville de son épouse Lady Frances, fille du comte de Middlesex. Il s'oppose à la proposition de loi d'exclusion qui vise à exclure le prince Jacques, catholique, de la succession au trône. Il perd son siège aux élections de 1685, mais est choisi comme candidat du parti de la Cour dans la circonscription de Cirencester pour les prochaines élections. Celles-si sont empêchées par l'éclatement de la « Glorieuse Révolution » qui contraint le roi Jacques à l'exil. Henry Powle est élu député de Windsor aux élections de janvier 1689, puis est choisi par les députés pour présider la Chambre des communes. En février il est fait membre du Conseil privé des nouveaux monarques conjoints, Marie II et Guillaume III ; il en demeurera membre jusqu'à sa mort. En décembre, en qualité de président de la Chambre, c'est lui qui présente aux monarques la Déclaration des droits, qui ancre les fondements d'une monarchie parlementaire respectueuse des droits fondamentaux.
En 1690 il est nommé Master of the Rolls, le juge qui préside la section civile de la Cour d'appel d'Angleterre et du pays de Galles. Il meurt en novembre 1692.